# Liste von Hungersnöten
Die Liste von Hungersnöten erfasst historische, zeitgeschichtliche und gegenwärtige Hungersnöte weltweit.

## Liste
| Zeit                    | Region                           | Beschreibung | Tote           |
| ----------------------- | -------------------------------- | --- | -------------- |
| ca. 1930 v. Chr.        | Nordostafrika                    | Ägypten: Hungersnot im 25. Regierungsjahr von Sesostris I. |                |
| ca. 1200 v. Chr.        | Kleinasien, Nordsyrien           | Hungersnot bezeugt durch Pollenanalysen und das Erwähnen von Getreide-Lieferungen an das Hethiterreich in Schriftquellen aus Ägypten zur Zeit des Merenptahs sowie durch mehrere Dokumente aus Ugarit und Emar in Syrien. |                |
| 354                     | Kleinasien                       | Hungersnot in Antiochia endet in Revolten, bei denen der Gouverneur gelyncht wird |                |
| 362–363                 | Kleinasien                       | Hungersnot in Antiochia 362–363 |                |
| 384–385                 | Kleinasien                       | Antiochia |                |
| 500–501                 | Kleinasien                       | Edessa |                |
| 975                     | Frankreich                       | nach strengem Winter von November bis März sterben ein Drittel der französischen und die Hälfte der Pariser Bevölkerung |                |
| um 1090                 | Nordeuropa                       | Hungersnot in Dänemark in der Regierungszeit von Olaf Hunger (1086–1095) |                |
| 1225–1228               | Thüringen                        | |                |
| 1235                    | Britische Inseln                 | London | 20.000         |
| 1302                    | Südwesteuropa                    | Spanien: Etwa ¼ der Bevölkerung Spaniens starb |                |
| 1315–1317               | Europa                           | Hungersnot von 1315/17, Hungersnot in weiten Teilen Europas | 5 Mio.         |
| 1333–1337               | China                            | Große Hungersnot | 4 Mio.         |
| 1437–40                 | Europa                           | Hungersnot der Jahre 1437–1439/40 in weiten Teilen Europas, ausgelöst durch überregionale Missernten infolge strenger Winter und später Frosteinbrüche (Maifrost) |                |
| 1597–1598               | Ostseeraum                       | Hungersnot 1597/98 in der Kornkammer Europas nach aufeinander folgenden Missernten der Jahre 1596 und 1597, von Zeitgenossen die "große Teuerung" genannt, ursächlich die "Kleine Eiszeit" |                |
| 1601–1603               | Russland                         | Hungersnot nach Missernten durch kalte, feuchte Witterung infolge des Ausbruchs des Huaynaputina, Peru | 500.000        |
| 1618–1648               | Europa                           | Europa: Hungersnöte als Folge des Dreißigjährigen Krieges |                |
| 1630–1631               | Indien                           | Es gab eine große Hungersnot in Indien. Aufzeichnungen zeigen, dass Kannibalismus so verbreitet war, dass menschliches Fleisch auf dem freien Markt verkauft wurde. |                |
| 1693–1694               | Westeuropa                       | Große Hungersnot in Frankreich infolge eines extrem strengen Winters, verschärft durch eine Typhusepidemie | 1–2 Mio.       |
| 1709                    | Westeuropa                       | Große Hungersnot in Frankreich, ausgelöst durch einen sehr strengen Winter |                |
| 1769–70                 | Indien                           | Hungersnot in Bengalen 1770 | 6,5 Mio.       |
| 1770                    | Osteuropa                        | Osteuropa | 190.000        |
| 1770–1772               | Europa                           | drei verheerende Missernten |                |
| 1816–1817               | Europa                           | Europa: Jahr ohne Sommer in weiten Teilen Europas, verursacht durch den Ausbruch des Vulkans Tambora in Indonesien 10. bis 15. April 1815 |                |
| 1837–38                 | Indien                           | Nordwestindien | 800.000        |
| 1844–1849               | Europa                           | Ausfall der Kartoffelernte durch Kartoffelfäule, Lebensmittelknappheit; sehr kalte Sommer und Winter; Hungerepidemien. Große Hungersnot in Irland mit etwa 1 Mio. Toten und einer Auswanderungswelle nach Nordamerika. Kartoffelrevolution in Berlin, April 1847. | 1 Mio.         |
| 1866                    | Indien                           | Hungersnot in Bengalen und Orissa | 1,5 Mio.       |
| 1866–1868               | Nordeuropa                       | Hungersnot in Finnland | 150.000        |
| 1867–1869               | Nordeuropa                       | Hungersnot in Schweden |                |
| 1874–75                 | Kleinasien                       | Kleinasien | 150.000        |
| 1876–1879               | China                            | Große Hungersnot in Nordchina | 11 Mio.        |
| 1876–1878               | Indien                           | Große Hungersnot; Schätzungen variieren zwischen 5 und 29 Mio. Toten. | 8,2 Mio.       |
| 1876–1878               | Südostasien                      | Hungersnot auf Java (damals Niederländisch-Indien) |                |
| 1877–1879               | Nordafrika                       | Große, durch eine Dürreperiode ausgelöste Hungersnot in Französisch-Nordafrika bzw. im heutigen Algerien. | bis zu 300.000 |
| 1891–1892               | Russland                         | | bis zu 500.000 |
| 1892–1894               | China                            | Große Hungersnot | 1 Mio.         |
| 1896–1897               | China                            | Große Hungersnot | 5 Mio.         |
| 1896–1897 und 1899–1902 | Indien                           | Große Hungersnot; 100 Mio. Betroffene; Schätzungen über Tote variieren stark, bis zu 11 Mio. |                |
| 1916–1917               | Mitteleuropa                     | „Steckrübenwinter“ im Deutschen Reich | 800.000        |
| 1916–1918               | Levante                          | Hungersnot im Libanon 1916–1918 im Libanon während des Ersten Weltkriegs infolge einer alliierten Seeblockade sowie Requirierungen durch die schlecht versorgten türkisch-deutschen Truppen; außerdem infolge des hohen Spezialisierungsgrades der libanesischen Landwirtschaft, wo Grundnahrungsmittel importiert und stattdessen z. B. Weinbau und Seidenraupenzucht betrieben wurden (ca. 100.000 Tote, in einem damals von 450.000 Menschen bewohnten Gebiet) | 100.000        |
| 1920–1921               | China                            | Hungersnot in Nordchina | 500.000        |
| 1921–1924               | Osteuropa                        | Hungersnot in Teilen Russlands | 5 Mio.         |
| 1928–1929               | China                            | Große Hungersnot | 10 Mio.        |
| Frühe 1930er            | Osteuropa und Nordasien          | Hungersnot in der Sowjetunion in den 1930er-Jahren: Hungersnot in der gesamten UdSSR, die je nach Historiker zwischen 1930 und 1932 begann und zwischen 1933 und 1934 endete. Von den mehr als 8.000.000 Toten entfielen 3.500.000+ auf die Ukraine (Holodomor), 3.000.000+ auf Russland, 1.200.000+ auf Kasachstan (Hungersnot in Kasachstan von 1930–33) und 250.000+ auf die übrige Sowjetunion.                                                               | 8–9 Mio.       |
| 1939–1945               | Europa                           | Hungersnot in Europa während des Zweiten Weltkriegs. |                |
| 1941–1944               | Südosteuropa                     | Große Hungersnot in Griechenland, in Folge der deutschen Besatzung Griechenlands, geschätzt zwischen 100.000 und 450.000 Tote |                |
| 1941–1944               | Osteuropa                        | Hungersnot in Leningrad durch die Leningrader Blockade im Zweiten Weltkrieg. | 1,1 Mio.       |
| 1943                    | Zentralafrika                    | Ruanda-Urundi | 45.000         |
| 1943–1944               | Indien                           | Hungersnot in Bengalen 1943 – verstärkt durch die Umstände des Zweiten Weltkrieges (japanische Besetzung Burmas, etc.) | 1,5 bis 4 Mio. |
| 1944/45                 | Westeuropa                       | „Hongerwinter“ in den Niederlanden in den letzten Kriegsmonaten durch Zusammenbruch des Verteilungssystems mit Lebensmittelmarken. Etwa 200.000 litten an Mangelerscheinungen und schätzungsweise 22.000 Menschen starben. Da viele Geburtsakten erhalten sind, gibt es einige Untersuchungen über die Auswirkungen der Hungersnot auf die Schwangerschaft und den weiteren Lebenslauf.                                                                           | 22.000         |
| 1944–1945               | Südostasien                      | Hungersnot in Vietnam unter japanischer Besetzung, in der Propaganda mit 2 Mio. Opfern angegeben |                |
| 1946–1947               | Mitteleuropa                     | Deutschland: Hungerwinter 1946–1947 |                |
| 1946–1947               | Osteuropa                        | Hungersnot in der Sowjetunion 1946–1947: Zwischen 1.000.000 und 2.000.000 verhungern in der Sowjetunion. Die meisten Todesfälle ereignen sich im Westen des Landes. | 1–2 Mio.       |
| 1959–1961               | China                            | Große Chinesische Hungersnot in der Volksrepublik China, vielleicht die größte der ganzen Weltgeschichte, wurde von 1959 bis 1961 durch den Großen Sprung nach vorn ausgelöst | 15–43 Mio.     |
| 1966                    | Indien                           | Drohende Hungersnot in Bihar. Die USA teilten 900.000 Tonnen Korn zu, um den Hunger zu bekämpfen |                |
| 1967–1970               | Westafrika                       | Durch den Biafra-Krieg verursachte Hungersnot in Biafra, Nigeria |                |
| 1968–1974               | Westafrika                       | Hungersnot in der Sahelzone | 500.000        |
| 1973                    | Ostafrika                        | Hungersnot in Äthiopien |                |
| 1984–1985               | Ost- und Westafrika              | Hungersnot in Äthiopien (und mehreren Ländern der Sahelzone) | 2–3 Mio.       |
| 1980er                  | Südostasien                      | Nach der Wiedervereinigung des Landes nach dem Vietnamkrieg kam es in den 1980er Jahren zu einer kurzen Hungersnot, die viele Menschen veranlasste, das Land zu verlassen |                |
| 1994–1997               | Ostasien                         | Hungersnot in Nordkorea | 0,5–2 Mio.     |
| 1990er                  | Ostafrika                        | Erste Hälfte der 1990er-Jahre: Hungersnot in Somalia wegen Dürre und Bürgerkrieg in Somalia |                |
| 1990er                  | Nordostafrika                    | Hungersnot im (Süd-)Sudan infolge des Bürgerkriegs im Südsudan |                |
| 2000–2005               | Südliches Afrika                 | Simbabwe | [ 14 ]         |
| 2003                    | Nordostafrika                    | Hungersnot in Darfur/Sudan infolge des Darfur-Konfliktes |                |
| 2005                    | Westafrika                       | Hungerkrise im Niger |                |
| 2006                    | Ostafrika                        | Hungerkrise in Äthiopien, Nordost-Kenia, Somalia und Dschibuti |                |
| 2008                    | Westafrika (Burkina Faso)        | Hungerkrise in Burkina Faso aufgrund stark gestiegener Preise für Weizen und Mais; "Brotaufstände" |                |
| 2011                    | Ostafrika                        | Hungerkrise am Horn von Afrika 2011 |                |
| 2017                    | Ostafrika und Tschadsee-Anrainer | Hungersnot im Südsudan, in Teilen des Jemen, von Äthiopien, Somalia, Kenia und von Nigeria. Neben Nigeria sind auch die weiteren Anrainer des Tschadsee Kamerun, Tschad und Niger betroffen. |                |
| 2020/2021               | Madagaskar                       | Hungersnot im Süden Madagaskars, Hauptursache: Dürre |                |
| seit 2023               | Palästina, Gazastreifen          | Hungersnot im Gazastreifen, ausgelöst durch eine Blockade der israelischen Armee infolge der kriegerischen Auseinandersetzungen zwischen ihr und Hamas |                |